# Sirena Segura Amaro
Sirena Segura Amaro (Carabanchel, Madrid, 26 de desembre de 2013) és una actriu espanyola. És la germana menor de la també actriu Calma Segura i filla de Santiago Segura i María Amaro.

## Filmografia
| Any  | Títol                                               | Personatge          | Director        |  |  |
| ---- | --------------------------------------------------- | ------------------- | --------------- |  |  |
| 2019 | Padre no hay más que uno                            | Paula García Loyola | Santiago Segura |  |  |
| 2020 | Padre no hay más que uno 2: La llegada de la suegra | Paula García Loyola | Santiago Segura |  |  |
| 2021 | A todo tren: Destino Asturias                       | Diana               | Santiago Segura |  |  |
| 2022 | Padre no hay más que uno 3                          | Paula García Loyola | Santiago Segura |  |  |
| 2022 | A todo tren 2: Sí, les ha pasado otra vez           | Diana               | Inés de León    |  |  |
| 2023 | Vacaciones de verano                                | Carmen              | Santiago Segura |  |  |
| 2024 | Padre no hay más que uno 4                          | Paula García Loyola | Santiago Segura |  |  |
| 2025 | Padre no hay más que uno 5: Nido repleto            | Paula García Loyola | Santiago Segura |  |  |